# Елегантни пиринчев пацов
Елегантни пиринчев пацов или елегантни пиринчев хрчак (лат. Euryoryzomys nitidus, енгл. elegant rice rat, рус. Изящный рисовый хомяк) је врста глодара из породице хрчкова (лат. Cricetidae).  

## Распрострањење
Врста има станиште у Боливији, Бразилу и Перуу.

## Станиште
Елегантни пиринчев пацов има станиште на копну.

## Угроженост
Ова врста није угрожена, и наведена је као последња брига јер има широко распрострањење.

### Популациони тренд
Популација ове врсте је стабилна, судећи по доступним подацима.